# Niccolò Zucchi
Niccolò Zucchi (Parma, 6 dicembre 1586 – Roma, 21 maggio 1670) è stato un gesuita, astronomo e fisico italiano, noto per la realizzazione del primo telescopio riflettore concavo.

## Biografia
Zucchi condusse studi di retorica a Piacenza e di filosofia e teologia a Parma; nel 1602 entrò nella Compagnia di Gesù. Professore di matematica e di teologia a Roma, dove successivamente divenne rettore, Niccolò Zucchi iniziò a interessarsi di astronomia in seguito a un incontro con Kepler. Nel 1616 realizzò il primo telescopio riflettore concavo, grazie a cui poté osservare con il confratello Daniello Bartoli le fasce sull'atmosfera di Giove il 17 maggio 1630 e le macchie sulla superficie di Marte (1640).
Zucchi fu attivo anche in altri campi della scienza; nel 1652 dimostrò che la luce prodotta dal fosforo era il frutto di un'attivazione energetica. Il suo trattato Optica philosophia experimentis et ratione a fundamentis constituta (1652-56) ispirò Gregory e Newton per la costruzione di telescopi ulteriormente perfezionati.
A parte Daujat, Zucchi fu il primo autore a intuire nettamente che l'energia magnetica si propaga più facilmente attraverso i corpi più permeabili.
Zucchi prese inoltre posizione sul principio per cui "la natura ha orrore del vuoto", negando pertanto l'esistenza del vuoto, nonostante le esperienze condotte dai suoi contemporanei Torricelli e Pascal.
Il cratere Zucchi, sulla Luna, è stato così battezzato in suo onore.

## Trattati
- (LA) Niccolò Zucchi, Nova de machinis philosophia, Romae, typis Haeredum Manelphii, 1649. URL consultato il 6 aprile 2020.
- (LA) Niccolò Zucchi, Optica philosophia experimentis et ratione a fundamentis constituta, vol. 1, Lugduni, apud Gulielmum Barbier, 1652. URL consultato il 6 aprile 2020.
- (LA) Niccolò Zucchi, Optica philosophia experimentis et ratione a fundamentis constituta, vol. 2, Lugduni, apud Gulielmum Barbier, 1656. URL consultato il 6 aprile 2020.